# ناحیه فیرفیلد، شهرستان لناوی، میشیگان
ناحیه فیرفیلد (به انگلیسی: Fairfield Township) یک منطقهٔ مسکونی در ایالات متحده آمریکا است که در شهرستان لناوی، میشیگان واقع شده‌است.
 ناحیه فیرفیلد ۱۰۸٫۷ کیلومتر مربع مساحت و ۱٬۷۵۶ نفر جمعیت دارد و ۲۳۰ متر بالاتر از سطح دریا واقع شده‌است.